# Born to Run (Lost)
Born to Run este un episod al serialului de televiziune Lost, sezonul 1.